# Distretto di Querocoto
Il distretto di Querocoto è uno dei diciannove distretti  della provincia di Chota, in Perù. Si trova nella regione di Cajamarca e si estende su una superficie di 301,07 chilometri quadrati.

Istituito il 14 maggio 1876, ha per capitale la città di Querocoto; al censimento 2005 contava 9.804 abitanti.